# Ebes
Ebes är en ort i Ungern.   Den ligger i provinsen Hajdú-Bihar, i den östra delen av landet, 180 km öster om huvudstaden Budapest. Ebes ligger 100 meter över havet och antalet invånare är 4 468.
Terrängen runt Ebes är mycket platt. Runt Ebes är det ganska tätbefolkat, med 207 invånare per kvadratkilometer. Närmaste större samhälle är Debrecen, 12,4 km nordost om Ebes. Trakten runt Ebes består till största delen av jordbruksmark.